# Adolphe Brunel
André Adolphe Brunel (París, 21 de junio de 1810 - París, 29 de octubre de 1871), también conocido como Andrés Adolfo Brunel fue un cirujano naval francés, que tuvo destacada actuación en Uruguay, siendo el primero en participar de una cirugía con anestesia general al éter en América Latina.

## Biografía
Su carrera comenzó en la escuadra francesa del Mediterráneo, oficiando como cirujano naval. Durante 10 años trabajó en varias unidades de la flota de guerra, participando en los últimos de esos años en el bloqueo francés al Río de la Plata, ocurrido entre 1838 y 1840. De regreso a Francia, renunció a su cargo en las fuerzas navales francesas en 1842 y se radicó en Montevideo, donde tramitó la revalidación de médico ante la Junta de Higiene Pública. Durante la Guerra Grande trabajó como cirujano en el Hospital de la Legión Francesa y en el Hospital de Caridad.
En mayo de 1847 llevó a cabo junto al médico argentino exiliado en Uruguay, Patricio Ramos, la primera operación quirúrgica, utilizando la anestesia general al éter. Se considera que esta operación fue la primera vez en la que dicha técnica fue utilizada en América Latina, y la cuarta vez a nivel mundial.
Publicó múltiples tomos sobre medicina, entre los que se encontraron los referidos a la epidemia de fiebre amarilla que padeció Montevideo en 1857, así como otros referidos a higiene medio ambiental y factores climatológicos. También escribió biografías sobre distintas personalidades de la época, como el médico Teodoro Vilardebó y el naturalista francés Aimé Bonpland.
En el transcurso de sus casi 30 años de permanencia en Montevideo, contrajo matrimonio con una uruguaya, del cual nacieron seis hijos. En 1870 se embarca a Francia y al año siguiente muere repentinamente de un ataque cerebral en París, mientras asistía en compañía de sus hijos al Museo del Louvre.

## Obra
- Consideraciones sobre higiene y observaciones relativas a la ciudad de Montevideo (Editorial Montevideo. Imprenta de la Reforma Pacífica 1862.)[4]
- Biographie D´Aimé Bonpland (en francés. Editoriales Imprenta de Rignoux, 1959 y E. Aurel, 1864.)
- Opúsculo sobre Higiene de los niños (Editorial Montevideo. Imprenta Calle de las Cámaras Nº 41. 1865.)
- Observations cliniques sur l´eucalyptus globulus "Tasmanian bue gum" (en francés. Editorial Paris. J.B Bailliere et fils. 1872.)
- Observations topographiques, météorologiques et médicales faites dans le Rio de la Plata pendant le blocus de Buenos Aires, présentés à l´Académie Royale de Médicine de Paris le 7 décembre 1941 (en francés. Editorial Paris. Desgloges. 1842.)
- Mémoire sur la fevre jaune qui, en 1857, a décime la population de Montevideo (en francés. Editorial París. Imprenta de Rignoux. 1860.)
- Observaciones sobre la acción de la Electricidad Localizada (con prólogo del Dr. Francisco A. Vida. Imprenta del Pueblo. 1860.)
- Considérations générales sur la Clorosis en las Islas del Archipel Grec. Tesis presentada a la Facultad de Medicina de Montpellier, el 25 de junio de 1838, pour obtener le Grade de Docteur en Medicine (Montpellier. 1838.)
- El Hombre más útil a la Humanidad en el Siglo XIX, Jenner (artículo publicado en el Diario La Tribuna de Montevideo. Año 1865.)